# Thysania agrippina
Espèce
Thysania agrippina est une espèce de lépidoptères (papillons) sud-américains de la famille des Erebidae. Au stade adulte, c'est le papillon ayant la plus grande envergure alaire au monde, allant jusqu'à presque 30 cm. En revanche, il n'a pas la plus grande surface alaire, pour laquelle Attacus atlas le surpasse.
La couleur du dessus des ailes est blanc crème, et le revers est d'un brun foncé plus ou moins tacheté. 
Puissant voilier, nocturne, ce papillon peut facilement être confondu avec une chauve-souris ou un oiseau. La nuit, il est souvent attiré par les lumières et se pose sur les bâtiments, maisons ou feuillage d'arbres ou d'arbustes environnants.
Il est craint parfois par une population superstitieuse qui lui attribue certains malheurs.

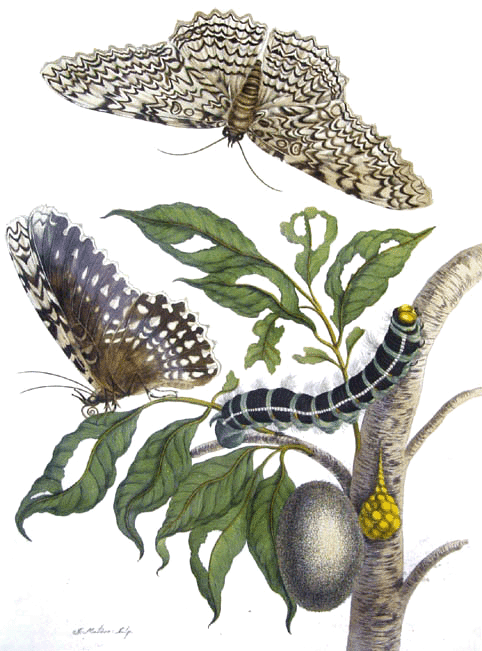
Cycle de vie de Thysania agrippina, par Maria Sibylla Merian (1705).
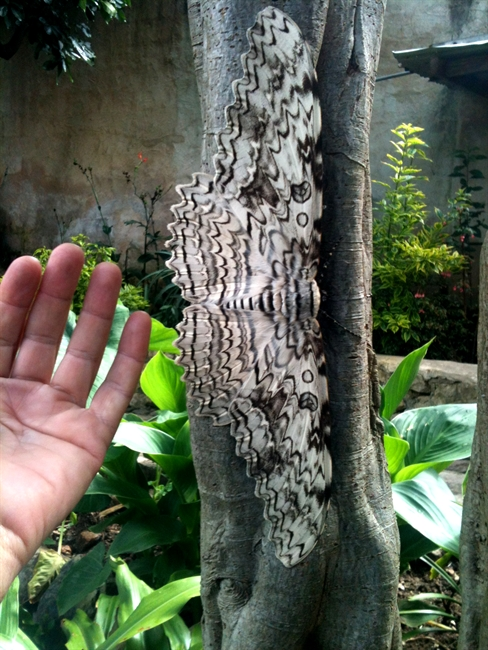
Thysania Agrippina à côté d'une main humaine.